# Isognathus laura
Isognathus laura är en fjärilsart som beskrevs av Butler 1877. Isognathus laura ingår i släktet Isognathus och familjen svärmare. Inga underarter finns listade i Catalogue of Life.

## Bildgalleri

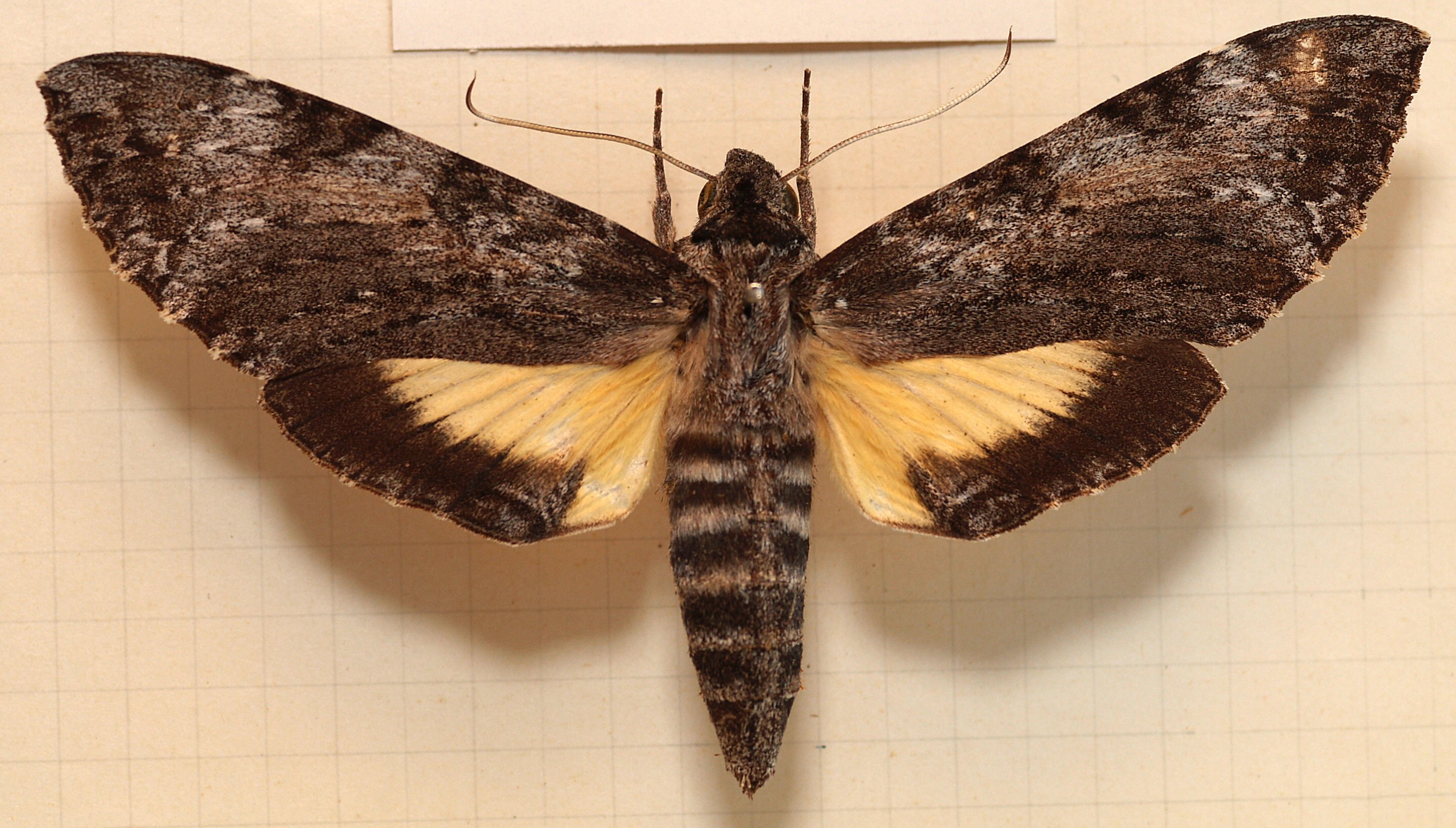
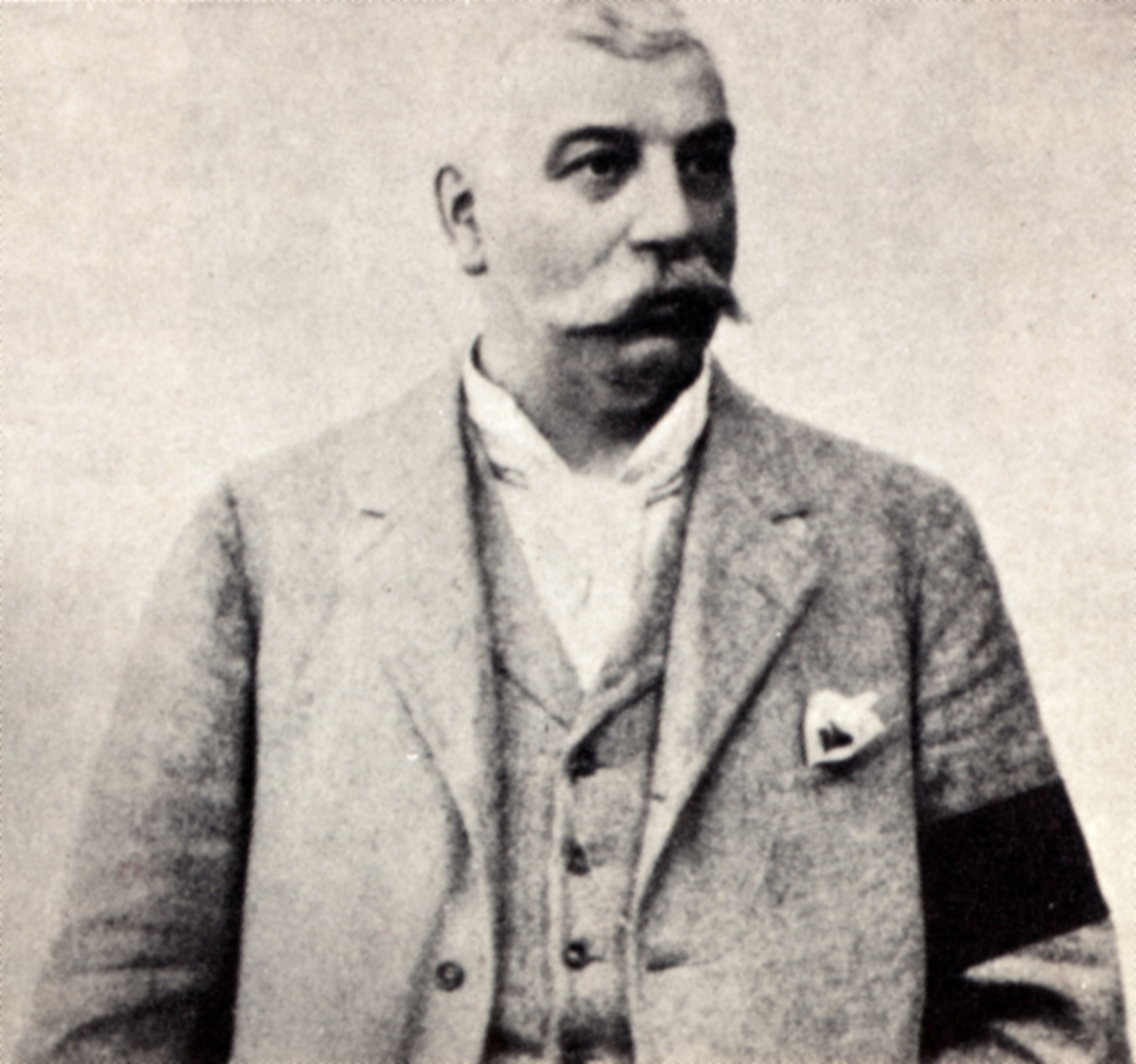
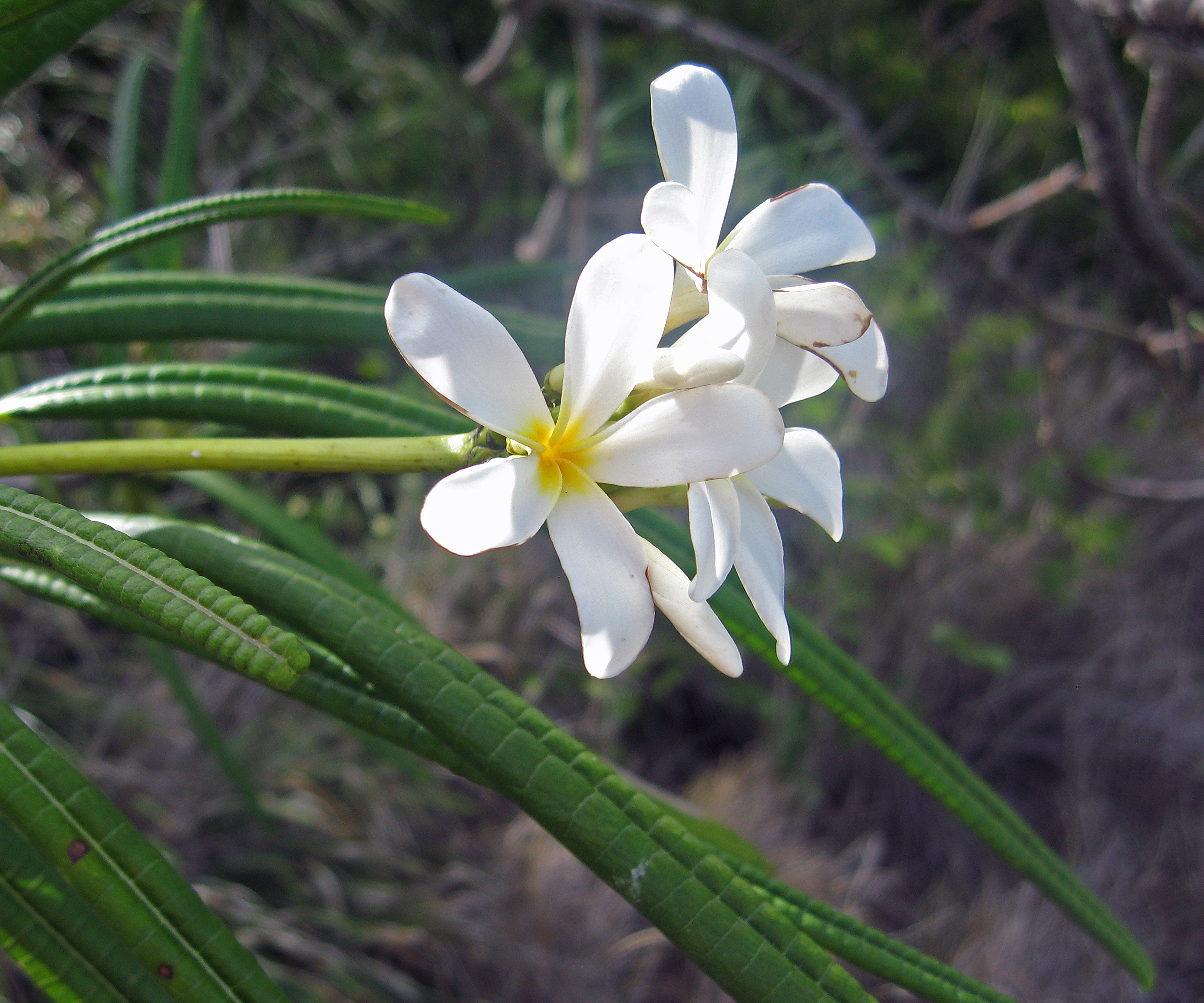
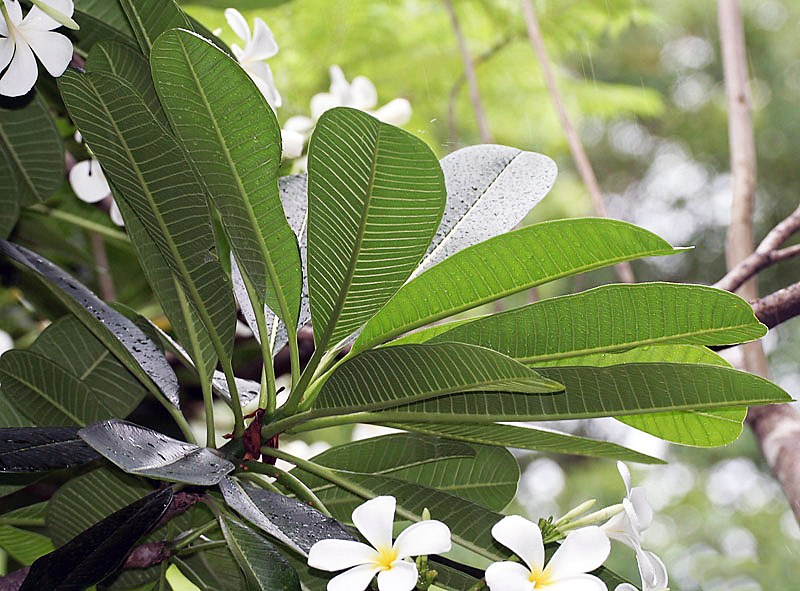
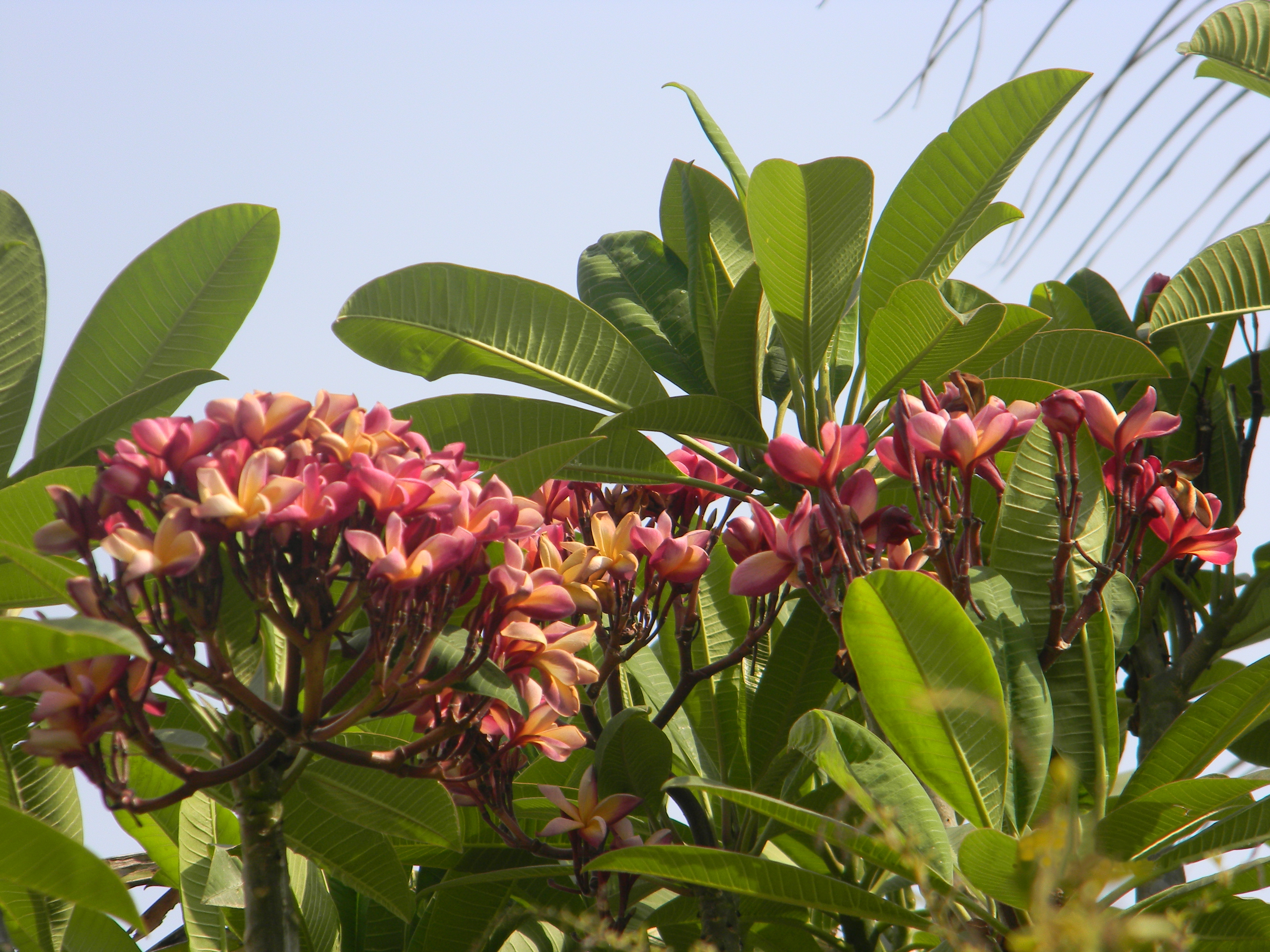